# 2008-as barbadosi választások
| 2008-as barbadosi választások                                  | 2008-as barbadosi választások | 2008-as barbadosi választások |
| -------------------------------------------------------------- | ----------------------------- | ----------------------------- |
| 2003-as‎ ‎ ‎ ‎ ‎ ‎ ‎ ‎ ‎ ‎ ‎ ‎ ‎ ‎ ‎ ‎ ‎ ‎ ‎ ‎ ‎ ‎ ‎ ‎ ‎ ‎ ‎ ‎ ‎ ‎                           |                               | 2013-as                       |
| Barbados                                                       |                               |                               |
| 2008 január 15.                                                |                               |                               |
| Összesen 30 mandátuma képviselőházban 16 mandátum a többségért |                               |                               |
| Részvételi arány:                                              | 63.54%                        | 63.54%                        |
| Portré:                                                        |                               |                               |
| Párt színe:                                                    |                               |                               |
| Vezető                                                         | David Thompson                | Owen Arthur                   |
| Párt:                                                          | DLP                           | BLP                           |
| Elnyert mandátumok:                                            | 20                            | 10                            |
| Szavazatok:                                                    | 77,681                        | 69,720                        |
| Százalék:                                                      | 52.55%                        | 47.16%                        |
|                                                                |                               |                               |

A 2008-as barbadosi választásra 2008. január 15-én került sor. A választáson a 30 tagú Képviselőház új tagjait választották meg. A kormányzó Barbadosi Munkáspárt (Barbados Labour Party – BLP), amelyet akkor Owen Arthur miniszterelnök vezetett, vereséget szenvedett a fő ellenzéki párttól, a Demokrata Munkáspárttól (Democratic Labour Party – DLP), amelyet David Thompson vezetett.
David Thompson január 16-án lett beiktatva miniszterelnöki pozicíójába.
| Párt                          | Szavazatok | %      | Mandátumok |
| ----------------------------- | ---------- | ------ | ---------- |
| Demokrata Munkáspárt          | 69,720     | 52.55  | 20         |
| Barbadosi Munkáspárt          | 77,681     | 47.16  | 10         |
| Nép Ereje Párt                | 235        | 0.16   | 0          |
| Népi Demokratikus Kongresszus | 46         | 0.03   | 0          |
| Függetlenek                   | 144        | 0.10   | 0          |
| Összesen                      | 149,826    | 100.00 | 30         |

1. ↑  BVI News as it happens. Trustworthy. Reliable. Fast.. www.bvinews.com. [2008. február 8-i dátummal az eredetiből archiválva]. (Hozzáférés: 2025. július 26.)
2. ↑  Thompson sworn in as Barbados PM_English_Xinhua. news.xinhuanet.com. [2008. január 20-i dátummal az eredetiből archiválva]. (Hozzáférés: 2025. július 26.)